# Wiślica
Wiślica è un comune rurale polacco del distretto di Busko-Zdrój, nel voivodato della Santacroce.
Ricopre una superficie di 100,58 km² e nel 2004 contava 5 793 abitanti.